# رودخانه یوکان

سراسرنمایی از رودخانه یوکان در نزدیکی وایت‌هورس، یوکان، از قلمروهای کانادا.

رود یوکون رودی است به دریای برینگ می‌ریزد. این رود از کشور کانادا می‌گذرد.